# قرش ليلي
القرش الليلي (الاسم العلمي: Carcharhinus signatus)، نوع من القرش الترابي وينتمي إلى فصيلة البنبكيات. يوجد في المياه المعتدلة والاستوائية للمحيط الأطلسي. عادًة ما يصل طوله إلى 2 م (6.6 قدم).

## معرض صور

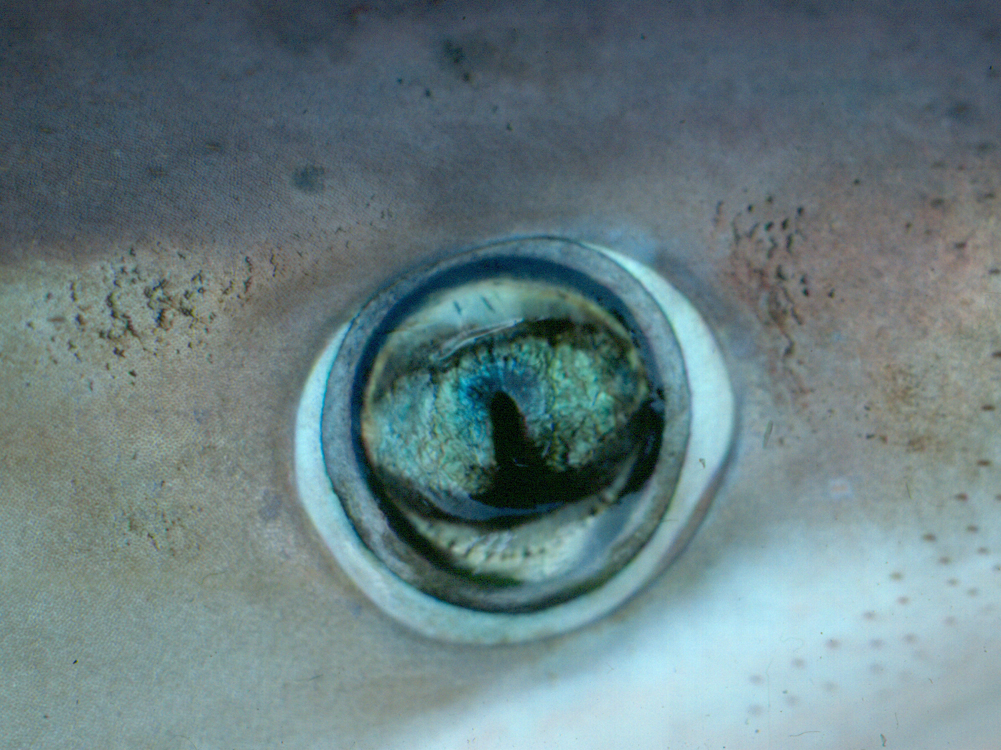
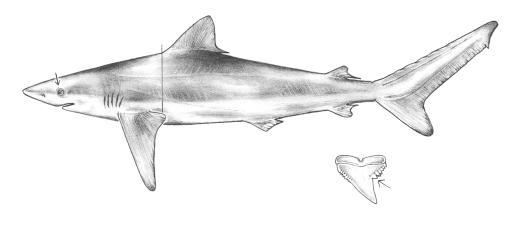
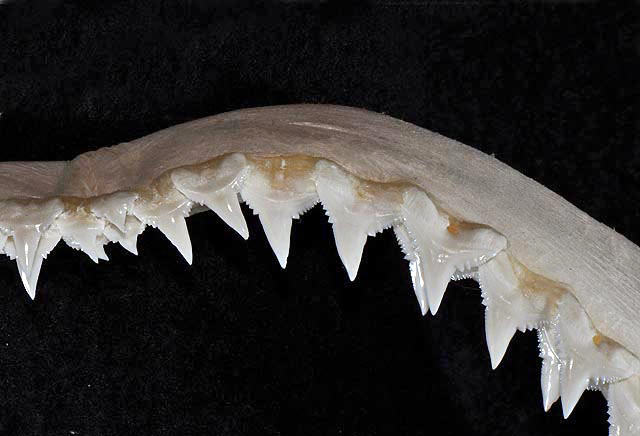
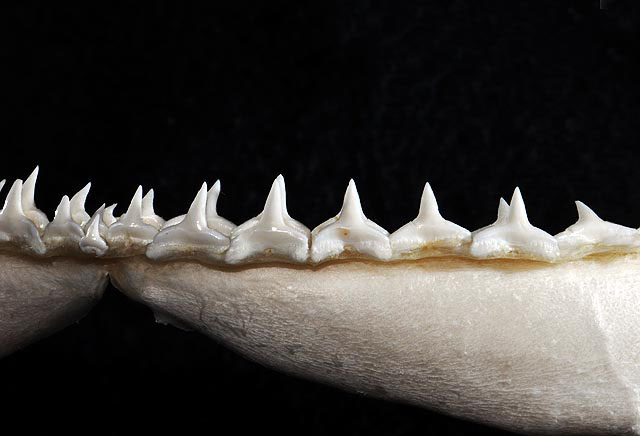
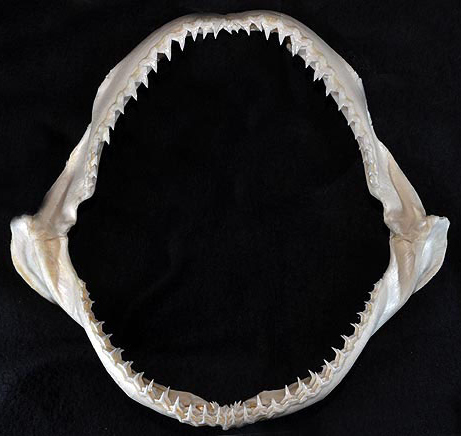